# ヌルベクトル
数学において二次空間 (X, q)（すなわち二次形式 q を備えたベクトル空間 X）のヌルベクトル (null vector) または等方ベクトル（とうほうベクトル、英: isotropic vector）とは、q(x) = 0 を満たす非零元 x ∈ X を言う。
実二次形式の理論において、定符号二次形式と等方二次形式は相異なる（両者の違いは後者には非零ヌルベクトルが存在するという点だけである）。そのようなベクトルが取れるとき、二次空間 (X, q) は擬ユークリッド空間と呼ばれる。擬ユークリッドなベクトル空間 X は、（一意とは限らない）互いに直交する部分空間 A, B を用いて X = A + B と分解して、二次形式 q が A 上正定値かつ B 上負定値となるようにすることができる。X のヌル円錐または等方錐は均衡球面の合併 {\displaystyle \bigcup _{r\geq 0}\{x=a+b:q(a)=-q(b)=r,a\in A,b\in B\}} からなる。この錐は原点を通る等方直線すべての合併でもある。

## 例
- ミンコフスキー空間の光的ベクトルはヌルベクトルである。
- 四つの線型独立な双四元数（英語版） l = 1 + hi, n = 1 + hj, m = 1 + hk, m∗ = 1 – hk はヌルベクトルで {l, n, m, m∗} は時空を表すのに用いられる部分空間の基底を与える。ヌルベクトルは時空多様体に対するニューマン–ペンローズの定式化（英語版）にも利用される[1]。
- 合成代数はヌルベクトルを持つとき分解型 (split) であり、さもなくば多元体である。
- リー代数のヴァーマ加群（英語版）にはヌルベクトルが存在する。